# Pintó
A pintó önálló lófajtát alkot, annak ellenére, hogy nem genetikai alapon, hanem a színéért tenyésztik.
A pintó, mint szinte minden Amerikában kialakult fajta, a spanyolok által jutott Észak-Amerikába. A fajta spanyol eredetű, ahogy annak neve is: a pintado jelentése festett. Ezek a színes lovak évszázadokon át az indiánok harci hátasai voltak. A pintót 1956 óta törzskönyvezik, és a fajtához gyakorlatilag tartozhat miniló, de 180 cm-es egyed is. Felépítés és származás alapján négy típus különíthető el: a stock típusba quarter horse és paint hátterű egyedek tartoznak, melynek póni változatánál shetlandi hatás is látható. A hunter (vadászló) típus egyedeinél angol telivér vérvonalak jellemzők. A szabadidőló-típus arab telivér, kisebb egyedeknél pedig welsh póni hátterű. A hátas típus amerikai hátas és tennessee walking ősökre vezethető vissza.
Szín alapján két csoport különíthető el: a piebald egyedek sötétebbik színe fekete, a többi egyed skewbald néven ismert. Ezenkívül ismert egy másfajta csoportosítás is: overónak nevezik azt a lovat, mely nem szürke (fehér) alapszínű, hanem valamilyen egyéb alapszín keretezi a lovon található fehér foltokat. A tobianó alapszíne szürke (fehér), nagy színes foltokkal. A lovakon általában több a folt, mint a fehér alap.
Méret alapján a következő típusok ismertek: a 142 cm-es, bottal mért marmagasság feletti egyed ló, 86–142 cm között póni, 86 cm  alatt pedig miniló.